# Femke Stoltenborg
Femke Stoltenborg (Winterswijk, 30 juli 1991) is een Nederlands volleybalspeler. Zij speelt als spelverdeler. In het seizoen 2012/13 speelde zij voor het Duitse VT Aurubis Hamburg en een seizoen later voor Ladies in Black Aachen. In de jaren daarna speelde ze voor verschillende Italiaanse en Duitse teams. Met Budowlani Łódź werd ze in 2018 Pools landskampioen.
Stoltenborg debuteerde in 2010 in het Nederlands damesteam. Daarmee nam ze in 2016 deel aan de Olympische Spelen in Rio de Janeiro, waar het team vierde werd. Tijdens het Europees Kampioenschap in 2015 en 2017 won ze zilver met de nationale ploeg.

## Clubs
| Club                   | Land      | van       | tot     |
| ---------------------- | --------- | --------- | ------- |
| Longa'59               | NED       | 2007/08   | 2008/09 |
| HAN Volleybal          | NED       | 2009/10   | 2009/10 |
| TVC Amstelveen         | NED       | 2010/11   | 2010/11 |
| Dresdner SC            | Duitsland | 2011/12   | 2011/12 |
| VT Aurubis Hamburg     | Duitsland | 2012/13   | 2012/13 |
| Ladies in Black Aachen | Duitsland | 2013/14   | 2013/14 |
| Volley 2002 Forlì      | Italië    | 2014/15   | 2014/15 |
| MTV Stoccarda          | Duitsland | 2015/16   | 2015/16 |
| PTSV Aachen            | Duitsland | 2016/17   | 2016/17 |
| MTV Stoccarda          | Duitsland | 2017/18   | 2017/18 |
| Budowlani Łódź         | Polen     | 2018/2020 |         |
| SSC Palmberg Schwerin  | Duitsland | 2020/     | heden   |